# Anatomisches Museum Basel

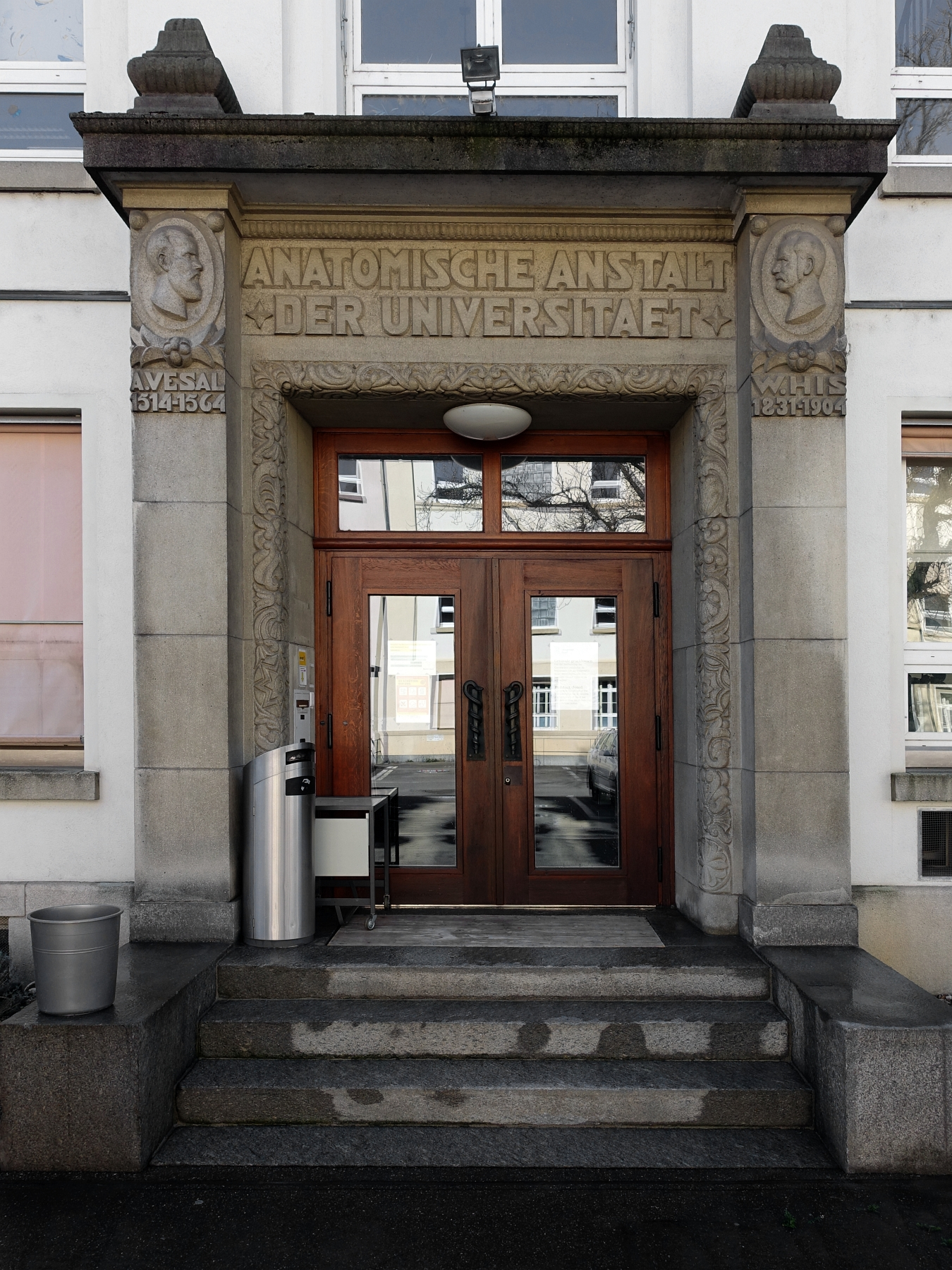
Anatomisches Museum Basel
(Ehemals «Anatomische Anstalt Basel»)

Das Anatomische Museum Basel ist ein Museum in der Schweizer Stadt Basel und zeigt Originalpräparate und Wachsmodelle von menschlichen Körperbereichen und Organen. Es ist Teil des Anatomischen Instituts der Universität Basel.

## Standort
Das Museum geht auf die anatomische Sammlung zurück, die 1824 von Karl Gustav Jung zu medizinischen Unterrichtszwecken gegründet wurde. Sie befand sich zuerst am Rheinsprung im Unteren Collegium, dem ursprünglichen Hauptsitz der Basler Hochschule. Darin hatte sich bereits im 16. Jahrhundert ein Prüfungssaal befunden, in dem drei menschliche Skelette (eine Frau, ein Mann und ein Kind) sowie ein Affenskelett aufgestellt waren. 1881 gelangten aus der Sammlung dreitausend Präparate in die neue Pathologische Anstalt, 1885 ein weiterer Teil (systematische Anatomie, Rassenanatomie mit Schädelsammlung und embryologische Sammlung) in das Vesalianum, einen Mehrzweckbau für Anatomie und Physiologie, und 1895 der Rest als vergleichende anatomische Sammlung mit zahlreichen paläontologischen Objekten in die Zoologische Anstalt. Wilhelm His wurde 1857 mit 26 Jahren ordentlicher Professor für Anatomie und Physiologie. Die Pathologische Anstalt erhielt 1901 einen Erweiterungsbau, der vor allem dazu diente, die anatomische Sammlung adäquater unterzubringen. Der aktuelle Standort des Museums befindet sich in der 1921 eröffneten Anatomischen Anstalt, in der die getrennten Sammlungen von Vesalianum und Pathologischer Anstalt wieder vereinigt wurden. Die Sammlung wurde in eine Lehr- und eine Schausammlung aufgeteilt; letztere war anfangs nur am Sonntag dem interessierten Publikum zugänglich. Durch den Erweiterungsbau von 1994 erhielt das Anatomische Museum mehr Raum im Altbau. Es ist nun im ehemaligen Präpariersaal untergebracht.

## Sammlung und Ausstellung

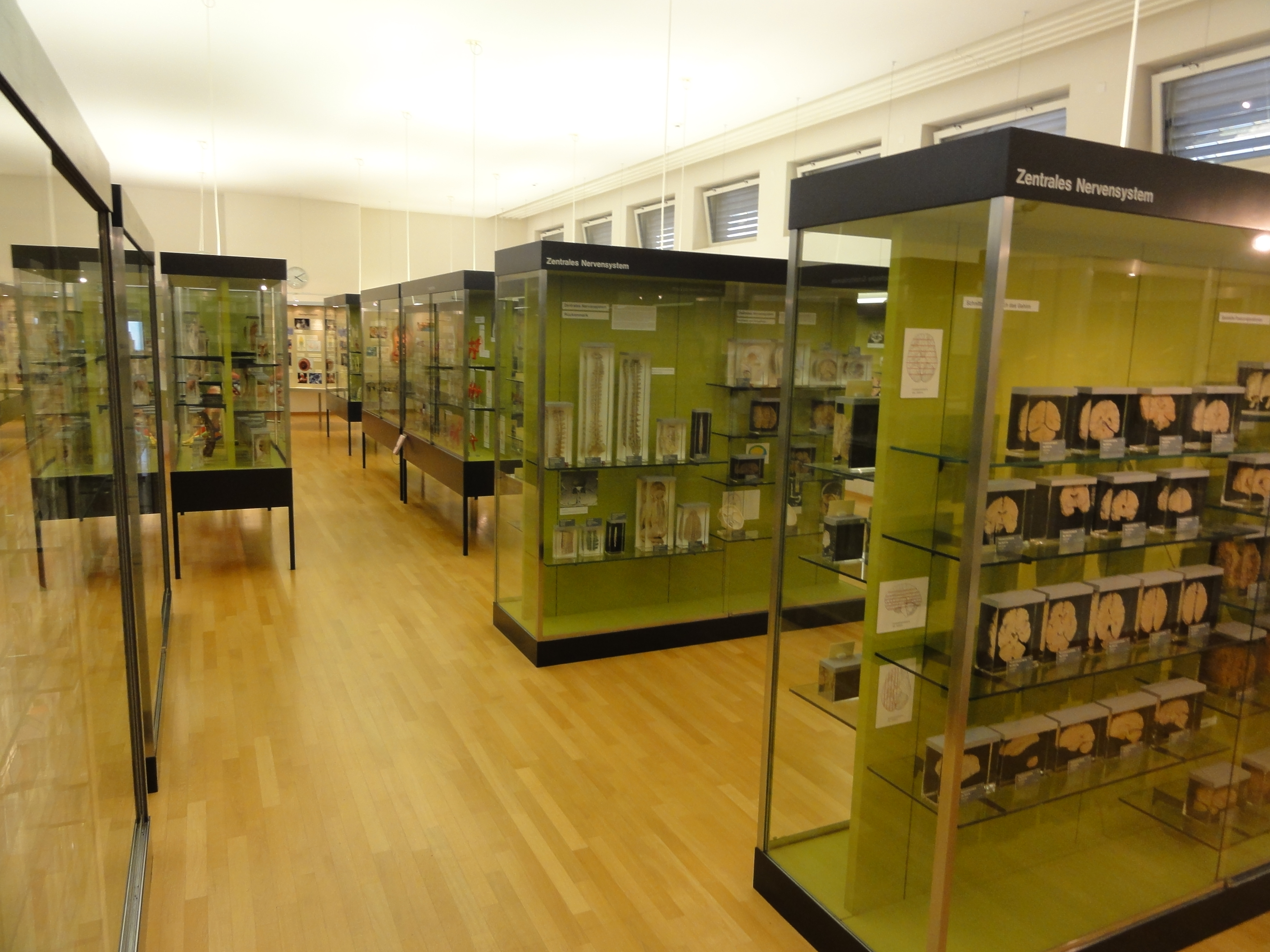
Ausstellungsraum im 1. Obergeschoss

Das frühe Gründungsdatum des Museums erklärt den umfangreichen Bestand an historischen Präparaten, die teilweise schon lange vor der Sammlungseinrichtung Besitz der Universität waren. Unter diesen befindet sich mit einem 1543 von Andreas Vesal präparierten Skelett das älteste anatomische Präparat der Welt. Ein weiteres präpariertes Skelett wurde von Stadtarzt Felix Platter 1573 eingebracht. Aus der Gründungszeit des Museums ist eine grosse Sammlung von Wachsmodellen vorhanden. Daneben werden viele moderne Präparate in der Dauerausstellung gezeigt. Zusammen mit den historischen Exponaten vermitteln sie einen Überblick über die menschliche Anatomie und einen Einblick in die Weiterentwicklung der Methoden der Wissenschaft. Ausgewählte Bereiche der Anatomie sind das Thema von Sonderausstellungen.
Neben den Ausstellungsteilen, die sich von einer kurzen Geschichte des Museums über die Anatomie des Menschen und Entwicklung beispielsweise des Skeletts, sämtlicher Organe, des Nervensystems oder der Blutgefässe erstrecken, wird detailliert auf abnorme Entwicklungen eingegangen. Einen weiteren Teil der Ausstellung bilden Prothesen und Implantate, die geschädigte Teile des Körpers ersetzen und so die Lebenserwartung verlängern können. Die Ausstellung hat das Ziel, ein Bild vom Fortschritt der Medizintechnik und von deren weiteren Entwicklungsmöglichkeiten zu geben und andererseits die Grenzen dieser Technik vor Augen zu führen.
Die Exponate sind systematisch angeordnet und in Gruppen zusammengefasst. So sind die Blutgefässe direkt neben den Ausstellungsstücken zum Herzen und die Nerven direkt neben dem Gehirn zu finden. Durch die Verbindung aus Nachbildungen, Modellen und Originalen soll sich der Aufbau und die Funktionsweise der verschiedenen Teile des Körpers nachvollziehen lassen. Gelenkmodelle, deren Funktionsweise das Publikum selber erproben und begreifen kann, ergänzen diese wissenschaftlichen Darstellungen.